# 藤田恭之
藤田 恭之（ふじた やすゆき、1965年‐）は、日本の医学者（腫瘍学・がん遺伝子研究）。1993年 博士（医学）（京都大学）。
2020年4月より、京都大学大学院医学研究科医学専攻分子生体統御学講座分子腫瘍学 教授。
京都大学以前は、2010年から北海道大学遺伝子病制御研究所 教授を務めた。
分子腫瘍学研究者として2009年に世界で初めて「細胞競合」の様子を観察し、そのメカニズムを解明すべく研究に取り組んでおり、｢周りの正常細胞に癌細胞を攻撃させる｣という全く新しいタイプの癌治療法の開発を目指している。
長年にわたってドイツとイギリスで最先端の癌治療研究に精力的に取り組む一方、青年時代にはアフリカを放浪しウガンダで途上国医療ボランティアに参加するなどアクティブな経歴を有する。

## 来歴
1965年、大阪府高槻市に生まれ、18歳まで過ごす。小学生時代はソフトボールと軟式野球に夢中。中学からは中高一貫の男子校である東大寺学園中学校・高等学校（奈良市）に入学し、高校卒業まで自宅から片道2時間かけて6年間通学した。人の役に立つ人間になりたいという思いから、医者になろう、そして、当時、不治の病と恐れられていたがんを治したい、そのために研究者になろうと考えるようになり、医学部を志向。京大に受かったら下宿できるとの両親との約束を基に猛勉強に打ち込んだ。
京都大学医学部に進学後は、医化学教室の本庶佑教授や沼正作教授などの研究室に顔を出した後、高脂血症の研究で著名な老年医学講座の北徹教授の研究室に入室した。当時の京大は神経医学の人気が高かったが、皆と同じを嫌い、誰も手を出さない癌研究に着手した。
1990年に京都大学医学部を卒業し、3か月間京都大学医学部附属病院老年科での研修後、1993年まで舞鶴市民病院（救急救命部、内科）に勤務した。1993年春に2か月間ウガンダ共和国で医師ボランティアの後、京都大学大学院医学研究科博士課程で学ぶ。1994年大阪大学医学部分子生理化学教室、1997年からベルリンのマックス・デルブリュック分子医学センター（Max Delbrück Center für Molekulare Medizin：MDC）でポスト・ドクター。2002年からユニヴァーシティ・カレッジ・ロンドン（UCL）のMRC分子生物学研究所（MRC Laboratory for Molecular Cell Biology, UCL）にてグループリーダーを務めた。2010年から北海道大学遺伝子病制御研究所（Institute for Genetic Medicine）教授を経て、2020年に京都大学大学院医学研究科医学専攻分子生体統御学講座分子腫瘍学教授に就任した。

## 研究
「『正常上皮細胞と癌細胞との相互作用』に焦点を当て、癌研究の新たな分野を開拓･展開しています。将来的には、｢周りの正常細胞に癌細胞を攻撃させる｣というこれまでになかった全く新規の癌治療を開発していきたいと意気込んでいます」（ホームページ「ようこそヤスラボへ！」から引用）。
北海道大学に着任の2010年に研究課題「正常上皮細胞と癌細胞の相互作用－新規な癌治療法の開発を目指して－」が、将来、世界をリードすることが期待される潜在的可能性を持った若手・女性研究者等を対象とした研究支援制度である最先端・次世代研究開発支援プログラム（LS001）に採択され、事後評価で「特に優れた成果が得られている」とされた。
研究業績の詳細については、Researchmap、および「主な研究業績」を参照。

## 人物
2024年10月17日放送のNHK情報番組「あしたが変わるトリセツショー」「「がん対策」命を守る切り札SP」エピソード回）に出演し、「石原さとみさんとの夢の共演」を果たしている。
趣味は、ジョギング、空手、数独 （北海道大学勤務時代は、バドミントン、ジョギング、数独、科学的妄想と回答している。
好きな言葉は、坂本龍馬の「世に生を得るは事を為すにあり」「業なかばで倒れてもよい。そのときは目標の方角にむかい、その姿勢で倒れよ」。権威主義を嫌い、自ら「ヤス」の呼称を用いる。